# Aristolochia fulvicoma
Aristolochia fulvicoma Merr. & Chun – gatunek rośliny z rodziny kokornakowatych (Aristolochiaceae Juss.). Występuje endemicznie w południowych Chinach na wyspie Hajnan.

## Morfologia
PokrójKrzew o pnących i trwałych pędach z żółtym owłosieniem.
LiścieMają owalnie eliptyczny lub podłużnie eliptyczny kształt. Mają 10–23 cm długości oraz 7–12 cm szerokości. Są skórzaste. Z ostrym lub krótko spiczastym wierzchołkiem. Są owłosione od spodu. Ogonek liściowy jest owłosiony i ma długość 1,5–4 cm.
KwiatyZebrane są po 2–8 w gronach. Mają czerwonawo-purpurową barwę z czarnymi żyłkami. Dorastają to 20 mm długości i 6–10 mm średnicy. Mają kształt zakrzywionej tubki. Są mocno owłosione wewnątrz. Podsadki mają owalny kształt.
OwoceTorebki o cylindrycznym kształcie. Mają 6–8 cm długości i 2,5 cm szerokości. Pękają u podstawy.

## Biologia i ekologia
Rośnie w gęstych lasach. Kwitnie od maja do czerwca, natomiast owoce pojawiają się od lipca do sierpnia.